# Fromberg (Gemeinde Kirchberg)
Fromberg ist eine Ortschaft und als Frommberg eine Katastralgemeinde der Gemeinde Kirchberg am Walde im Bezirk Gmünd in Niederösterreich mit 107 Einwohnern (Stand 1. Jänner 2024).

## Geografie
Das Dorf befindet sich nördlich von Kirchberg ist von zahlreichen Teichen umgeben, die mittels Zu- und Abflüssen verbunden sind und wie der Ort selbst letztlich in den Braunaubach entwässern. Durch den Ort führt die Landesstraße L66 nach Schrems. Am 1. April 2020 umfasste die Ortschaft 43 Adressen.

## Siedlungsentwicklung
Zum Jahreswechsel 1979/1980 befanden sich in der Katastralgemeinde Frommberg insgesamt 54 Bauflächen mit 21.747 m² und 25 Gärten auf 15.964 m² und auch 1989/1990 waren es 54 Bauflächen. 1999/2000 war die Zahl der Bauflächen auf 143 angewachsen und 2009/2010 bestanden 72 Gebäude auf 137 Bauflächen.

## Geschichte
Die Einwohner waren Waldbauern, die den Ackerbau nach den Grundsätzen der Dreifelderwirtschaft betrieben, beschrieb Schweickhardt. Weiters bot die Weberei eine wichtige Verdienstmöglichkeit.
Im Jahr 1822 wurde der Ort als Dorf mit 30 Häusern genannt, das nach Kirchberg eingepfarrt war, wohin auch die Kinder eingeschult wurden. Die Herrschaft Kirchberg am Walde besaß die Ortsobrigkeit, übte die Landgerichtsbarkeit aus und besorgte die Konskription. Die Untertanen und Grundholde des Ortes gehörten der Herrschaft Kirchberg am Walde und der Herrschaft Stift Zwettl.
Laut Adressbuch von Österreich waren im Jahr 1938 in der Ortsgemeinde Fromberg ein Gastwirt, ein Viehhändler und mehrere Landwirte ansässig. Im Rahmen der Niederösterreichischen Kommunalstrukturverbesserung trat die damalige Ortsgemeinde Fromberg per 1. Jänner 1967 der Gemeinde Kirchberg am Walde bei.

## Bodennutzung
Die Katastralgemeinde ist landwirtschaftlich geprägt. 269 Hektar wurden zum Jahreswechsel 1979/1980 landwirtschaftlich genutzt und 68 Hektar waren forstwirtschaftlich geführte Waldflächen. 1999/2000 wurde auf 258 Hektar Landwirtschaft betrieben und 74 Hektar waren als forstwirtschaftlich genutzte Flächen ausgewiesen. Ende 2018 waren 250 Hektar als landwirtschaftliche Flächen genutzt und Forstwirtschaft wurde auf 74 Hektar betrieben. Die durchschnittliche Bodenklimazahl von Frommberg beträgt 29,6 (Stand 2010).